# Common English Bible
Common English Bible (CEB) – anglojęzyczny przekład Biblii wydany w całości w 2011. Obejmuje cały Nowy Testament, Stary Testament oraz Księgi deuterokanoniczne, łącznie z 3. i 4. Księgą Machabejską.
Common English Bible powstała w kręgu amerykańskich kościołów protestanckich (Kościoły Chrystusowe, Kościół prezbiteriański, Kościół Episkopalny, Zjednoczony Kościół Chrystusa i Zjednoczony Kościół Metodystyczny). Nad tłumaczeniem pracowało 120 tłumaczy z 24 różnych tradycji, a przed wydaniem sprawdzona została w 77 grupach testowych.
Celem przekładu było przekazanie treści biblijnych w formie zrozumiałej dla szerokiej rzeszy czytelników, tak aby komfortowo czytała ją co najmniej połowa wszystkich czytających po angielsku. Twórcy CEB porównują jej język do pisma USA Today. Przyjętą metodą tłumaczenia była ekwiwalencja werbalna z uwzględnieniem języka potocznego. Zastosowano język inkluzywny i neutralny płciowo.
Źródłami przekładu były:
- dla tekstu greckiego Nowego Testamentu: Nowy Testament Nestle-Alanda (NA27)
- dla tekstu greckiego Starego Testamentu: Göttingen Septuagint oraz Rahlf's Septuagint.
- dla tekstu hebrajskiego: Biblia Hebraica Stuttgartensia (wyd. 4), Biblia Hebraica Quinta (wyd. 5) oraz Hebrew University Bible Project.

Recenzenci podkreślają, że przekład CEB jest de facto parafrazą i mimo łatwej lektury, utrudnia dostęp do kontekstu, w którym powstawał tekst oryginalny. Kontrowersje wzbudziły niektóre rozwiązania translatorskie np. „Syn Człowieczy”, tradycyjnie „Son of Man” CEB tłumaczy jako „Human One”. Mimo tego, przekład trafił do ewangelikalnych seminariów.